# 東日爾曼敦 (印地安納州)
東日爾曼敦（英語：East Germantown）是一個位於美國印地安納州韋恩縣的城鎮。

## 人口
根據2010年美國人口普查的數據，東日爾曼敦的面積為0.30平方千米，當中陸地面積為0.30平方千米，而水域面積為0.00平方千米。當地共有人口410人，而人口密度為每平方千米1,367人。